# Mohammed Jabour
Mohammed Jabour (Tanger (Marokko) 24 april 1961) is een Belgisch politicus die tot 2023 actief was voor de Parti Socialiste (PS).

## Levensloop
Jabour was het vijfde kind uit een gezin met negen kinderen en werd geboren in een klein dorpje ten zuiden van Tanger. In 1964 kwam zijn vader als gastarbeider naar België om er als metser aan de slag te gaan bij een bouwbedrijf en in 1966 volgde de rest van het gezin, dat zich in Sint-Joost-ten-Node vestigde. 
Tijdens zijn middelbare studies aan het Atheneum van Sint-Joost-ten-Node en nadien aan het Atheneum Fernand Cocq in Elsene raakte hij meer en meer betrokken in het verenigingsleven en vanaf 1979 maakte hij deel van verschillende verenigingen bestaande uit jongeren met Marokkaanse roots. Zo was hij vanaf 1984 lid van de raad van bestuur van de vzw Association des Jeunes Marocains in Sint-Jans-Molenbeek, dat sportieve en culturele activiteiten aanbiedt, alsook een schoolsteundienst voor jongeren in de strijd tegen schooluitval. In 1989 was hij tevens medeoprichter van de vzw Démocratie Plus, die militeerde voor het toegankelijker maken tot het bemachtigen van de Belgische nationaliteit voor buitenlandse ingezetenen. Jabour zelf werd in 2000 tot Belg genaturaliseerd.
In het hoger onderwijs behaalde Jabour een graduaat in boekhouden. In 1984 werd hij typist bij een klein dienstenbedrijf waar hij later deel uitmaakte van de directie en na een tiental jaar richtte hij een bedrijf op voor gebouwenonderhoud. Tevens werd hij ondernemer in de vastgoedsector en in de handelssector. Eind 2000 verliet Jabour de privésector om zich helemaal toe te leggen op zijn politieke loopbaan.
Vanaf de jaren 80 werd hij militant bij de Parti Socialiste en in 2000 was hij voor de partij kandidaat bij de gemeenteraadsverkiezingen in Sint-Joost-ten-Node. Hij werd verkozen en haalde een hoog aantal voorkeurstemmen, zodat Jabour direct benoemd werd tot schepen van Financiën, Jeugd en Cultuur. Bij de gemeenteraadsverkiezingen van 2006 verdubbelde hij zijn aantal voorkeurstemmen en kon hij schepen blijven, bevoegd voor Openbare Werken en Groene Ruimtes, Erfgoed, Jeugd en Speelwerking en Musea en Academies. In december 2012 begon hij aan zijn derde termijn als schepen, belast met Groene Ruimtes, Duurzame Ontwikkeling en Openbare Netheid, en in 2017 kreeg hij tevens de bevoegdheid Stedenbouw. Na de gemeenteraadsverkiezingen van oktober 2018 werd Jabour schepen van Duurzame Ontwikkeling, Milieu, Energietransitie, Bevolking, Openbare Werken en Openbare Netheid en sinds april 2025 is Jabour in Sint-Joost-ten-Node schepen voor Milieu, Openbare Werken en Netheid.
Op 13 december 2012 werd hij ter opvolging van Rachid Madrane lid van de Kamer van volksvertegenwoordigers voor de kieskring Brussel-Halle-Vilvoorde en bleef dit tot aan de verkiezingen van mei 2014. In de Kamer was hij lid van de commissies Justitie en Economie. Bij die verkiezingen was hij kandidaat voor het Brussels Hoofdstedelijk Parlement, maar werd niet verkozen. Vervolgens werd hij benoemd tot voorzitter van de Haven van Brussel, een functie die hij bekleedde van oktober 2014 tot februari 2020. Ook werd hij co-voorzitter van de milieucommissie binnen de Brusselse PS-federatie.
In april 2023 verliet Jabour samen met een aantal andere schepen in Sint-Joost de PS vanwege hevige interne strubbelingen binnen de lokale afdeling, die onder het toezicht was gesteld door de Brusselse PS-federatie. De schepenen konden zich niet vinden in de maatregelen opgelegd door de gewestelijke federatie en besloten daarom de partij te verlaten.